# Ґорчиці (Елцький повіт)
Ґорчиці (пол. Gorczyce, нім. Deumenrode) — село в Польщі, у гміні Простки Елцького повіту Вармінсько-Мазурського воєводства.
Населення — 93 особи (2011).
У 1975-1998 роках село належало до Сувальського воєводства.

## Демографія
Демографічна структура станом на 31 березня 2011 року:
|          | Загалом | Допрацездатний вік | Працездатний вік | Постпрацездатний вік |
| -------- | ------- | ------------------ | ---------------- | -------------------- |
| Чоловіки | 55      | 9                  | 41               | 5                    |
| Жінки    | 38      | 5                  | 22               | 11                   |
| Разом    | 93      | 14                 | 63               | 16                   |